# Íris (2013)
Cecílio é parcialmente cego desde que nasceu. Sua visão apenas permite que ele veja alguns vultos e cores bem borradas. A deficiência, no entanto, nunca o impediu de ter uma vida normal, e ele se casa com Íris. Já adulto, ele decide realizar uma operação de risco e volta a enxergar. O que deveria ser um alívio, no entanto, torna-se um problema, que coloca seu relacionamento em risco.

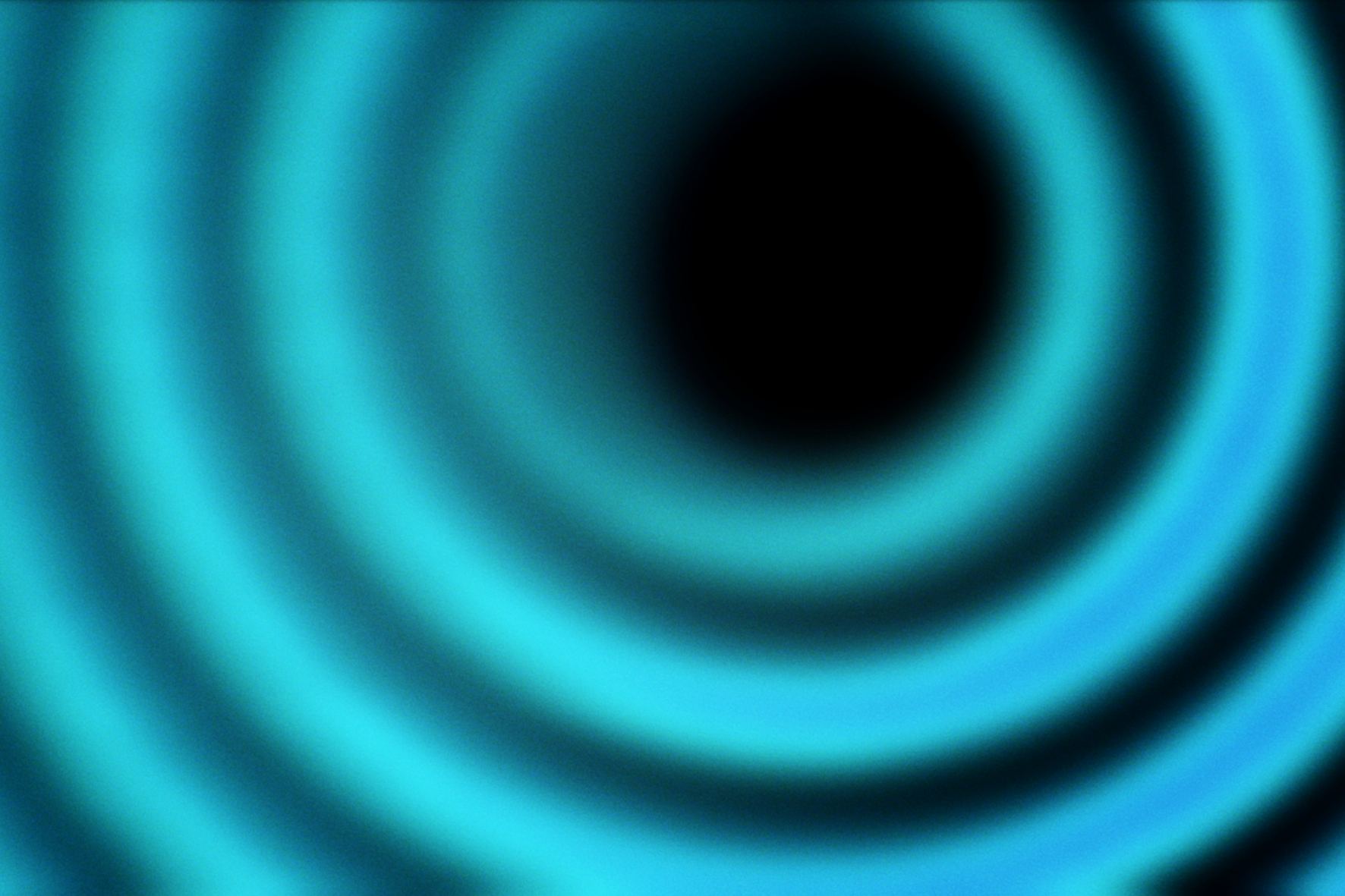

## Premiações
- Prêmio Especial do Crítica e Prêmio de Melhor Roteiro no 17º CINE PE Festival do Audiovisual (2013)

## Participações em Festivais
- 24º Festival Internacional de Curtas-Metragens de São Paulo – SP
- 9ª Mostra Cinema Conquista – BA
- 13º Goiânia Mostra Curtas – GO
- 6º Curta Taquary - Taquaritinga do Norte – PE